# 完颜讹论
完颜讹论，女真族，完颜氏，金朝末年将领。
完颜讹论历任枢密院都监、安化军节度使、右副点检，贞祐二年（1214年）七月，山东宣抚使仆散安贞命他为右翼，与左翼沂州防御使仆散留家等合兵攻打杨安儿起义军，在昌邑东击败义军将领徐汝贤等三州十万兵。与诸军攻破莱州，杀徐汝贤，率兵追杨安儿，逼迫他走死于海上。兴定五年（1221年），去唐州、邓州出任右副点检行帅府事。五月，为唐州守将，在唐州境内与南宋兵交战，兵败，丧师七百余人，匿报，向朝廷告捷。御史完颜李兰揭发其事，金宣宗因他是元帅完颜赛不的侄子，没有加罪